# ドニ・ド・ルージュモン
ドニ・ド・ルージュモン（Denis de Rougemont、1906年9月8日 - 1985年12月6日）は、スイスの思想家・文芸批評家・作家。
1906年にスイスのヌーシャテルで、プロテスタントの牧師の家庭に生まれる。20年代にカール・バルトの神学から強い影響を受ける。ヌシャテル大学で文学を学び、学士号を取得後、パリに移る。1930年代の非順応主義者の一人として、雑誌『新秩序』や、エマニュエル・ムーニエが創刊した『エスプリ』などを拠点に執筆活動を展開した。1939年にはプロン社から『愛について』（原題は『愛と西欧』）を出版した。この著作が成功を収め、全世界で幅広い読者を獲得するに至った。
1940年からスイスの文化使節としてアメリカに派遣され、1946年にヨーロッパに戻る。1950年にはジュネーヴでヨーロッパ文化センター（Centre Européen de la Culture）を設立する。ヨーロッパで連邦主義の思想をいち早く提唱し、そのための会議や機関を組織した。1985年没。

## 著書（日本語訳）
- 『失業インテリの日記』石川湧訳、春秋社、1938年
- 『終焉なき回帰』有田忠郎訳、思潮社、1970年
- 『ヨーロッパ人への手紙』波木居純一訳、紀伊國屋書店、1975年
- 『愛について　エロスとアガペ』鈴木健郎・川村克己訳、岩波書店、1959年、復刊1983年ほか。平凡社ライブラリー（上下）、1993年